# Karlheinz Viereck

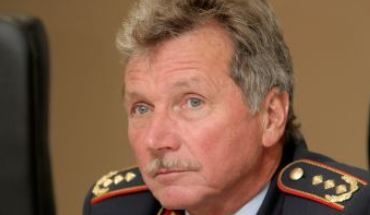
Karlheinz Viereck

Karlheinz Viereck (* 9. März 1951 in Kassel) ist ein Generalleutnant der Luftwaffe der Bundeswehr im Ruhestand. In seiner letzten Verwendung war er vom 1. Mai 2009 bis zum 30. Juni 2013 stellvertretender Stabschef streitkräfteweite Ausbildung (Deputy Chief of Staff Joint Force Training) beim Allied Command Transformation der NATO in Norfolk, Virginia. 

## Militärische Laufbahn
Viereck trat 1970 in den Dienst der Bundeswehr und begann zwei Jahre später als Leutnant mit seiner Flugzeugführerausbildung auf der Sheppard Air Force Base im US-Bundesstaat Texas, die er 1974 erfolgreich abschloss. Seine Flugerfahrung als Jetpilot umfasst über 2.500 Stunden auf den Typen RF-4C, RF-4E, F-4F der F-4 „Phantom II“ und dem Jagdbomber Tornado. Nach verschiedenen Verwendungen im Aufklärungsgeschwader 52 in Leck absolvierte er von 1982 bis 1984 als Hauptmann den 27. Generalstabslehrgang an der Führungsakademie der Bundeswehr in Hamburg.

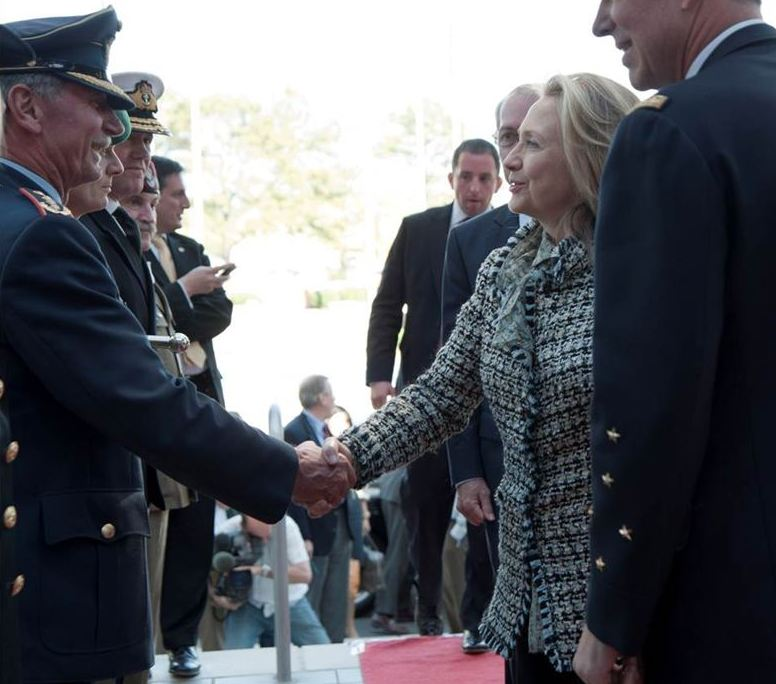
Karlheinz Viereck und US-Außenministerin Hillary Clinton im April 2012 in Norfolk/Virginia

Anschließend besuchte er ein Jahr den Generalstabslehrgang an der Dänischen Verteidigungsakademie in Kopenhagen. In den darauffolgenden Jahren (1985–87) diente er als Einsatzgeneralstabsoffizier im NATO-Hauptquartier Air BALTAP (Allied Command Baltic Approaches; dt. etwa Kommando der NATO-Luftstreitkräfte Ostseezugänge) im dänischen Karup. Von 1987 bis 1990 war Major Viereck Stellvertreter und dann Kommandeur der Fliegenden Gruppe des Jagdbombergeschwaders 36 „Westfalen“ in Hopsten. Von 1990 bis 1991 diente er als Oberstleutnant und Einsatzgeneralstabsoffizier im Führungsstab der Luftwaffe (Fü L III 3) im Bundesministerium der Verteidigung in Bonn. Er blieb in Bonn und diente danach ein weiteres Jahr als Stabsoffizier im Planungsstab des Verteidigungsministers Gerhard Stoltenberg. Von 1992 bis 1994 war Viereck stellvertretender Adjutant des Verteidigungsministers Volker Rühe.
1994 wurde Viereck zum Oberst befördert und übernahm wieder ein Truppenkommando. Er war von 1994 bis 1996 als 13. Kommodore des Jagdbombergeschwaders 34 „Allgäu“ in Memmingen eingesetzt. Bereits zwei Jahre später, 1996, wurde er wieder ins Verteidigungsministerium versetzt und diente dort als Referatsleiter für Konzeption und Weiterentwicklung im Führungsstab der Luftwaffe (Fü L III 1). 1998 wurde er zum Brigadegeneral befördert und übernahm den Posten des stellvertretenden Stabsabteilungsleiters III, zuständig für Militärpolitik und Rüstungskontrolle, im Führungsstab der Streitkräfte (Fü S III) in Berlin. Im Jahre 2000 nahm er dann wieder internationale Aufgaben als stellvertretender Chef des Stabes und Operationsdirektor im NATO-Verbandshauptquartier Nord (Joint Command HQ Northern Europe) in Stavanger in Norwegen wahr. Nach seiner Beförderung zum Generalmajor im Jahre 2003 übernahm er bis 2005 mit der 4. Luftwaffendivision in Aurich wieder ein Truppenkommando. 2005 wurde er nach Potsdam versetzt und übernahm dort den Posten des stellvertretenden Befehlshabers des Einsatzführungskommandos der Bundeswehr, welches sämtliche Auslandseinsätze der Bundeswehr führt. Am 16. März 2006 löste er Holger Kammerhoff als Befehlshaber des Kommandos ab und wurde im April zum Generalleutnant ernannt. Am 27. April 2006 übernahm er zusätzlich die Einsatzführung der EUFOR-Mission im Kongo.

Viereck trat am 1. Mai 2009 seine Verwendung beim Allied Command Transformation der NATO in Norfolk, Virginia, als stellvertretender Stabschef streitkräfteweite Ausbildung (Deputy Chief of Staff Joint Force Training) an. Das Kommando in Potsdam übergab er an Rainer Glatz, der bis dahin als sein Stellvertreter diente. Seitens der Presse wurde Vierecks Versetzung in die USA als „Wegbeförderung“ auf den Auslandsposten vermutet.

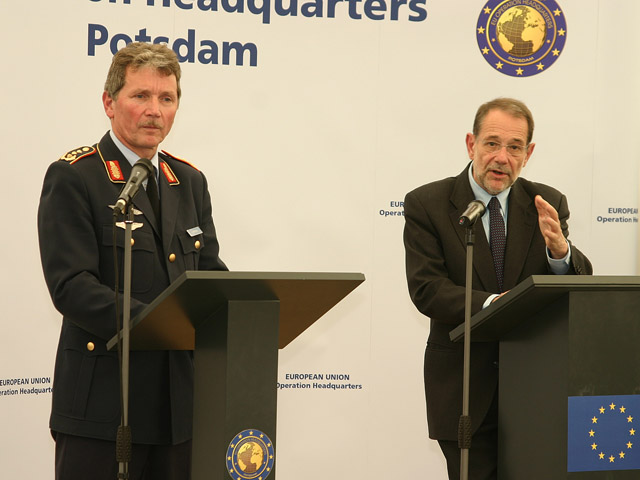
Karlheinz Viereck und Javier Solana in Potsdam.

## Affären

### Kongo
Vom April 2006 bis zum Februar 2007 kommandierte Viereck zusätzlich zum Einsatzführungskommando die EUFOR-Mission im Kongo, bei der es im August 2006 mehrfach zu Gewalteskalationen kam. Die Leibgarde von Präsident Joseph Kabila verübte einen Angriff auf das Wohnhaus seines Herausforderers Jean-Pierre Bemba, was weitere Kämpfe auslöste. Aufgrund des Angriffs auf Bembas Haus mussten Soldaten unter Vierecks Kommando ausländische Diplomaten retten, die sich dort zu Gesprächen aufhielten.
Karlheinz Viereck befand sich zu dieser Zeit im Urlaub in Schweden bei seiner heutigen Ehefrau. Dies sorgte bspw. für scharfe Kritik durch Brigadegeneral a. D. Helmut Harff, der in den 1990er Jahren die Bundeswehreinsätze in Somalia und im Kosovo kommandiert hatte. Harff und ein weiterer General, der namentlich nicht genannt werden wollte, warfen Viereck unangemessenes und falsches Verhalten vor. Die Presse berichtete, dass der Urlaubsantrag von Generalleutnant Viereck „auf wundersame Weise“ aus dem von CDU-Minister Franz Josef Jung geführten Bundesministeriums der Verteidigung an die Öffentlichkeit gelangt sei.

### Afghanistan
Im Juli 2007 wurde gegen Viereck, unter anderem wegen des Vorwurfs der missbräuchlichen Nutzung von Bundeswehr-Kapazitäten, ein disziplinarisches Vorermittlungsverfahren eingeleitet, weil er während eines Truppenbesuchs in Afghanistan im Frühjahr 2007 seine Lebensgefährtin an Bord einer Bundeswehrmaschine ins Feldlager gebracht und dort in Einrichtungen der Bundeswehr untergebracht haben soll, was ihm in den Medien den Namen „Container-General“ einbrachte. Dem Vorermittlungsverfahren gingen Proteste der im Camp Marmal Dienst tuenden Soldaten gegen diese „Sondermaßnahmen“ voraus. Hochrangige Militärs warfen Viereck daraufhin „mangelndes politisches Gespür“ vor. Tatsächlich war seine heutige Ehefrau damals Delegationsmitglied einer Ministerreise von Verteidigungsminister Peter Struck. Die Presse sprach von der „Intrige gegen einen deutschen General“.

## Ehrungen und Auszeichnungen
- Französischer Ordre national du Mérite, verliehen durch Staatspräsident Nicolas Sarkozy[6]
- Einsatzmedaille der Europäischen Union, verliehen durch den EU-Außenbeauftragten Solana[7]
- Orden des Adlerkreuzes III. Klasse, verliehen durch den estnischen Staatspräsidenten Toomas Hendrik Ilves[7]
- Ehrenkreuze der Bundeswehr in Silber und Gold
- 2007: Medal of Honour Latvia

## Privates
Viereck ist in zweiter Ehe verheiratet und Vater eines Sohnes und zweier Töchter. Er wohnt in Stockholm und Virginia Beach/Virginia.

## Sonstiges
Viereck war der erste General der Bundeswehr, der Twitter nutzte. Während seiner Tätigkeit dort hat er im März 2012 die NATO-E-Learning-Portale e-NATO.org, e-nato.info und e-nato.net gegründet. Die NATO bietet Tausende von Kursen mit Bildungs- und Trainingsinhalten (Education & Training) an. 